# パールケードの戦い
パールケードの戦い（パールケードのたたかい、マラーティー語：पालखेडची लढाई, 英語：Battle of Palkhed） は、1728年2月28日にインドのナーシク近郊パールケードにおいて、マラーター王国とニザーム王国との間で行われた戦い。

## 戦闘に至る経緯
1724年にムガル帝国の宰相カマルッディーン・ハーンが独立し、デカン地方にニザーム王国を樹立すると、翌年に彼は帝国からデカン6州の権利を認められた。
ところが、1718年7月にマラーター王国はムガル帝国領のデカン6州に関して、チャウタおよびサルデーシュムキーを帝国に認められていたため、ニザーム王国との対立が始まった。
1727年初頭、マラーター王国宰相バージー・ラーオが南インドのカルナータカ地方に遠征中、ニザーム王国が彼に敵対するマラーターの武将らとともに攻め込んできた。同年4月にバージー・ラーオもカルナータカ遠征を終え、ニザーム王国の軍と対峙するために本国へと戻った。

## 戦闘とその後の経過
1728年2月、ニザーム王国の軍にプネー及びその周辺の地域を占領され、マラーター王シャーフーはプランダル城へと逃げた。それと同時にバージー・ラーオはカルナータカ地方遠征から帰還し、ニザームの軍を迎撃した。
かくして、同月28日マラーター軍とニザーム軍はナーシク近郊の村パールケードで激突した。戦いはマラーター軍の勝利に終わり、ニザームの軍勢はこれに屈服した。
この勝利により、バージー・ラーオは対立するマラーター諸将を排することに成功し、王国の実権を掌握した。
同年3月6日、マラーター王国とニザーム王国との間に講和が結ばれた。これにより、マラーターはデカンにおけるチャウタとサルデーシュムキーをニザームに認めさせた。
次にマラーターとニザームが激突するのは約10年後の1737年12月、ボーパールの戦いである。